# Interested Parties Information
Az IPI (Interested Parties Information, Érdekelt Felek Adatai) a CISAC adatbázisában szereplő azonosító a közösség előtti jogok (szerzői és szomszédos jogok) azonosítása céljából. Az ezzel kapcsolatos adatokat több mint száz ország hatóságai tartják nyilván. A jogtulajdonosok száma eléri a három milliót. Magyarországot ebben a tekintetben az Artisjus képviseli.

## IPI névazonosító
IPI névazonosítót rendelünk valamennyi természetes és jogi személyhez, valamint a nevük variánsaihoz is. Az IPI azonosító tizenegy számjegyből áll.
Példaképpen Lehár Ferenc és Ábrahám Pál operettjeinek egyik szövegírója a cseh származású Bedřich Löwy, aki születési nevét egyáltalán nem használta. Legtöbb szerzeményét becenevével jelezte: Beda. Német nyelvterületen (Ausztriában) a Fritz Löhner vagy Fritz Loehner névvel szerepel a kottákon. (Bedřich németül Friedrich.)
00018334203 Löhner Beda Fritz
00002482913 Beda

## IPI bázisazonosító
Ez az azonosító a következő elemekből áll:
H (header) egyetlen betű
N (numeric) kilenc számjegyű szám
C (check digit) ellenőrző jegy

## Előzménye
Ilyen számot először Svájc alkalmazott 1942 óta, amelyet nemzetközileg CAE azonosítószámként használtak 2001-ig (Compositeur, Auteur and Éditeur = zeneszerző, librettista, kiadó). Ezután alkották meg belőle az IPI azonosító rendszert.

## Kapcsolata az ISWC azonosítóval
Az IPI szerzői azonosítót a zeneművek azonosítójához rendelve tartja nyilván az International Standard Musical Work Codes (Zeneművek Nemzetközi Szabványos Azonosítója). Amennyiben egy zeneműnek több feldolgozása is létezik (például lefordították a szövegét, és ezért új jogtulajdonost kellett hozzárendelni), a zenemű új azonosítót kap. Például:
T-007.000.449-7 de Fries Károly-Szécsén Mihály: Hófehér gyöngyvirág (Lantos Olivér, Hollós Ilona)
T-801.625.256-6 de Fries Károly-Ulrich Ludwig: Schneeweisses Maiglöckchen (Peter Minich előadásában)
T-801.747.481-7 de Fries Károly-Ulrich Ludwig-Szécsén Mihály: Schneeweisses Maiglöckchen

## Jelölések az ISWC rendszerben
A (Author, auteur) szövegíró
AD (Adaptor, adaptateur) átdolgozó
AM (Administrator, administrateur) ügyintéző
AR (Arranger, arrangeur) hangszerelő
C (Composer, compositeur) zeneszerző
CA (compositeur auteur) zene és szöveg szerzője
E (Editor, éditeur) eredeti kiadó
ES (éditeur substitute) további kiadó
PA (Publisher income Participant) kiadás további résztvevője
PR (Associated Performer) társult előadó
SA (Sub-Author) társszerző
SE (Sub-Éditeur, sous éditeur) kiadó leányvállalata
SR (Sub-Arranger, sous-arrangeur) társ-hangszerelő
TR (Translator, interpréter) fordító
A dokumentumok szerint az Arranger a zene feldolgozását végzi, az Adapter (adapteteur) a szöveget alkalmazza a zenéhez. Az adatmezők eredeti neve francia volt. Az egyik kitöltési tájékoztatóban szerepel Magyarország azonosítója is: 348
Szabad hozzáférés jele: DP (domaine public) a szerző neve helyén
Példaképpen a Kodály által lejegyzett A csitári hegyek alatt című népdal azonosítója T-800.409.775-1, a zeneszerző DP, a feldolgozó Kodály Zoltán.
A szerzői név helyén még egy további azonosító is szerepel: TRAD, azaz: Traditional, kódja: 00473321567. Az ilyen művek közt viszonylag sok egyházzenei alkotás szerepel, amelynek szerzője ismeretlen. Érdekesség, hogy az izraeli állami himnusznál (Hatikva néven keresve) a sok-sok szerző között a TRAD megjelölés éppúgy szerepel, mint Bedřich Smetana (a zenéje ugyanis ismeretlen eredetű). Magyar zeneműnél ilyen TRAD bejegyzés nem található.

### Magyar vonatkozású bejegyzések
- A magyar vonatkozásokat lásd az Interested Parties Information, névjegyzék allapon

### Kiadók
A zeneműkiadók azonosítóját a francia SACEM nyilvántartásából lehetséges megtalálni. Például Bartók Béla szerzeményeinek listáján látható néhány olyan kiadó, amely jelenleg is létezik
00013614128 Hawkes and Son (London) Ltd. Boosey
00003696688 Boosey and Hawkes Music Publ. Ltd. (London) Hawkes
00039985231 Boosey and Hawkes Inc. (London) Hawkes
00626512069 Imagem Imagem
00642408364 Universal Music Publishing Editio Musica Budapest Zeneműkiadó Kft. Editio Musica
00213875078 YVP Music Musikverlag York von Prittwitz und Gaff (Ulm) YVP Musikverlag Archiválva 2020. augusztus 10-i dátummal a Wayback Machine-ben
00008884070 Durand Editions (Paris) Durand
00031311444 Universal Edition AG. (Wien) Universal Edition
00029260492 Southern Music Publ. Co. Inc. (Paris) Southern Music
00028324693 SEMI Societe (Paris)